# Barbara Stanwycková
Barbara Stanwycková, nepřechýleně Barbara Stanwyck, rodným jménem Ruby Catherine Stevensová (16. července 1907, Brooklyn, New York, USA – 20. ledna 1990, Santa Monica, Kalifornie, USA) byla americká herečka.

## Život

### Dětství
Narodila se 16. července 1907 v Brooklynu jako páté dítě Byrona E. Stevense a Catherine Ann Stevensové (rodným jménem McGee). Když jí byly čtyři roky, její matka zemřela na komplikace při potratu poté, co ji opilý muž vystrčil za jízdy z tramvaje a její otec se krátce na to vydal kopat Panamský průplav. S otcem se už nikdy neviděla. Místo něho ji a jeho bratra Byrona vychovala jejich starší setra Milderd, která byla o devatenáct let starší. Poté, co získala práci museli být obě děti poslány do pěstounských rodin. Ruby od nich však často utíkala a každý rok tak vystřídaly klidně čtyři rodiny.
Ve svých devíti letech si oblíbila tehdejší herečku Pearl Whiteovou, která se pro ni stala idolem a probudila v ní touhu stát se herečkou také. Ve 14 letech odešla ze školy a našla si práci v místním obchodním domě. Brzy poté však začala pracovat v kanceláři, ale žádná práce ji nebavila, stále chtěla pracovat v zábavním průmyslu, což ji však sestra Mildred zakazovala. Zaměstnání v té době měnila poměrně často, ale po vyhození z časopisu Vogue si našla konečně práci jako písařka na stroji. Na kariéru úspěšné herečky však stále nepřestávala myslet.

### Začátky s herectvím
V roce 1923 se zúčastnila konkurzu v nočním klubu Strand Roof na Times Square, o několik měsíců později se ve svých 15 letech stala tanečnicí za 35 dolarů týdně a vystupovala v sérii broadwayských inscenací Ziegfeld Follies. V roce 1926 byla představena Willardu Mackovi, herci a režisérovi, který sháněl podobnou sboristku do své hry The Noose (~ Oprátka), kde se nakonec objevila po boku Rexe Cherrymana a Wilfreda Lucase. Kvůli nepříliš velkému úspěchu hry však její roli rozšířil a přepracovaná verze se rázem stala jednou z nejúspěšnějších her sezóny. V této době si také změnila jméno na Barbaru Stanwyckovou podle své postavy Barbary Fritchieové a další účinkují herečky Jane Snawyckové. Její druhá role ve hře Burlesque ji rovnou udělala hvězdou Broadwaye a hra se stala obrovským hitem. Barbara byla za své výkony velmi chválena a producent Arthur Hopkins ji dokonce nazval „nejautentičtější herečkou své doby“.
Brzy na to dostala nabídku od producenta Boba Kanea na hlavní roli v jeho němém filmu Broadway Nights (1927). Během kamerových zkoušek se však nedokázala rozplakat, a proto dostala jen vedlejší roli tanečnice. Brzy poté ji však herec a hudebník Oscar Levant představil herci Franku Fayovi, do kterého se ihned zamilovala a vzali se 26. srpna 1928. Krátce na to se také přestěhovali do Hollywoodu.

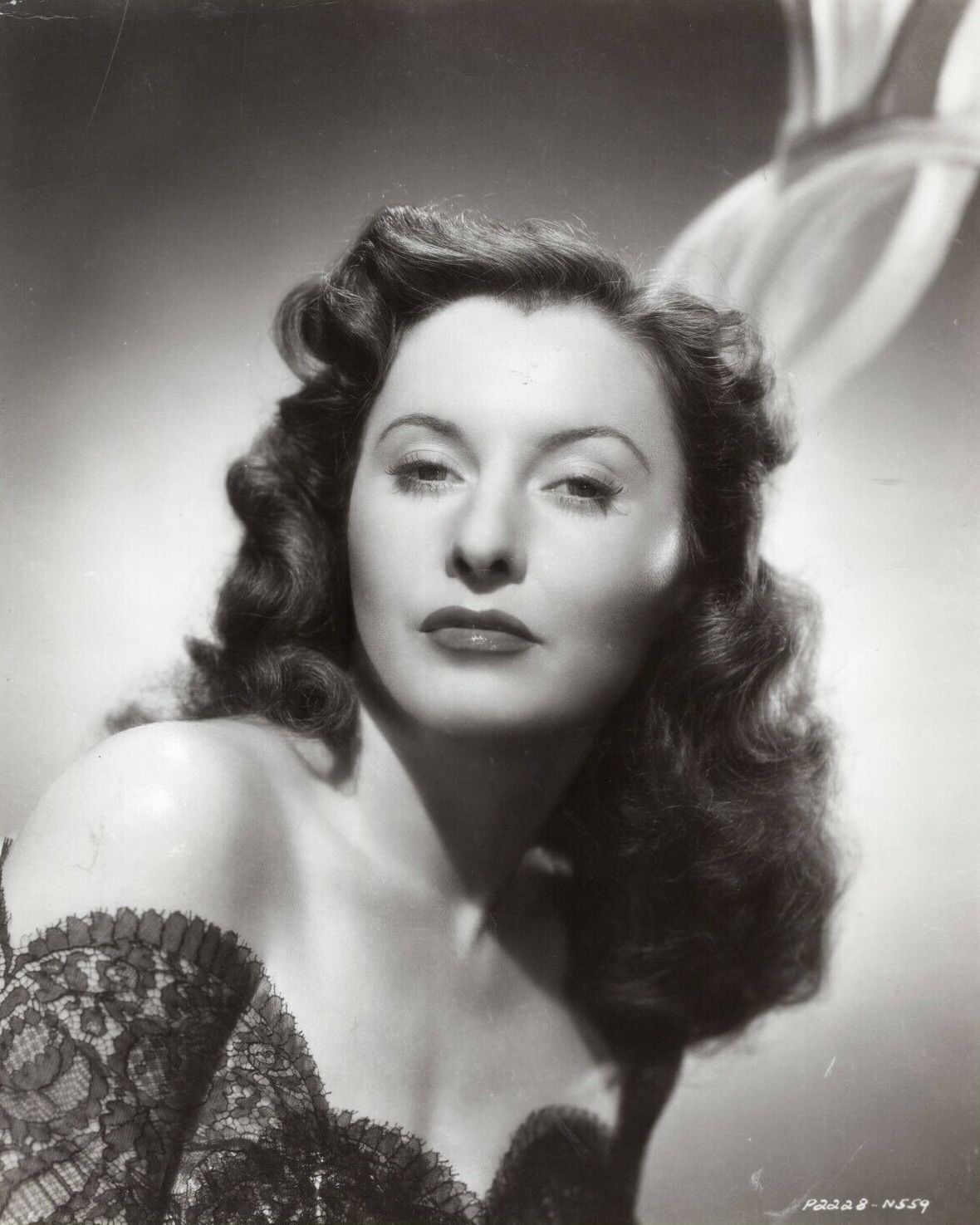
Barbara Stanwycková v roce 1944

### Filmová kariéra
Jejím dalším filmem se stal již zvukový film Znamení na dveřích (1929), po kterém se objevila v romantickém dramatu Mexicali Rose, avšak ani jeden z nich nebyl příliš úspěšný. Přesto ji Frank Capra následujícího roku obsadil do svého snímku Román modelky (1930). S Caprou také navázala trvalé přátelství, které jí následně pomohlo i s několika dalšími rolemi. Mezi její další slavné role z první poloviny 30. let patří například Night Nurse (1931), So Big! (1932), Baby Face (1933) či Vášeň generála Yena (1933). Ve většině těchto filmů hrála chladnou, tajemnou i cynickou a často také vášnivou ženu. Za svůj další úspěšný film Stelle Dallas (1937) získala také první nominaci na Oscara. I v závěru dekády se blýskla ve spoustě dalších filmů, ale největší úspěchy na ni stále ještě čekaly.  
Do 40. let vstoupila s Garym Cooperem komedií To je John Doe (1941), kterou následovala další komedie The Lady Eve (1941), kde si zahrála po boku Henryho Fondy. Za tento film sklidila velkou chválu i od kritiků a s Fondou se následně objevila v několika dalších úspěšných snímcích, mezi které patří například You Belong to Me (1941) nebo Gangsterská nevěsta (1941), za který získala další nominaci na Oscara.

Ve film-noiru Pojistka smrti (1944) se skvěle uvedla i jako krutá a sebevědomá femme fatale. Ani za tento snímek však Oscara nezískala. Během 40. let pokračovala v kariéře dalším velkými hity, mezi které se řadí např. komedie Christmas in Connecticut (1945) a několik dalších film noirů jako Podivná láska Marty Iversové (1946) a Promiňte, omyl (1948) nebo Dvě paní Carrollové (1947). V roce 1944 se také stala nejlépe placenou ženou ve Spojených státech a stala se známou i pro svou laskavost ke štábům. Frank Capra o ni také pronesl:

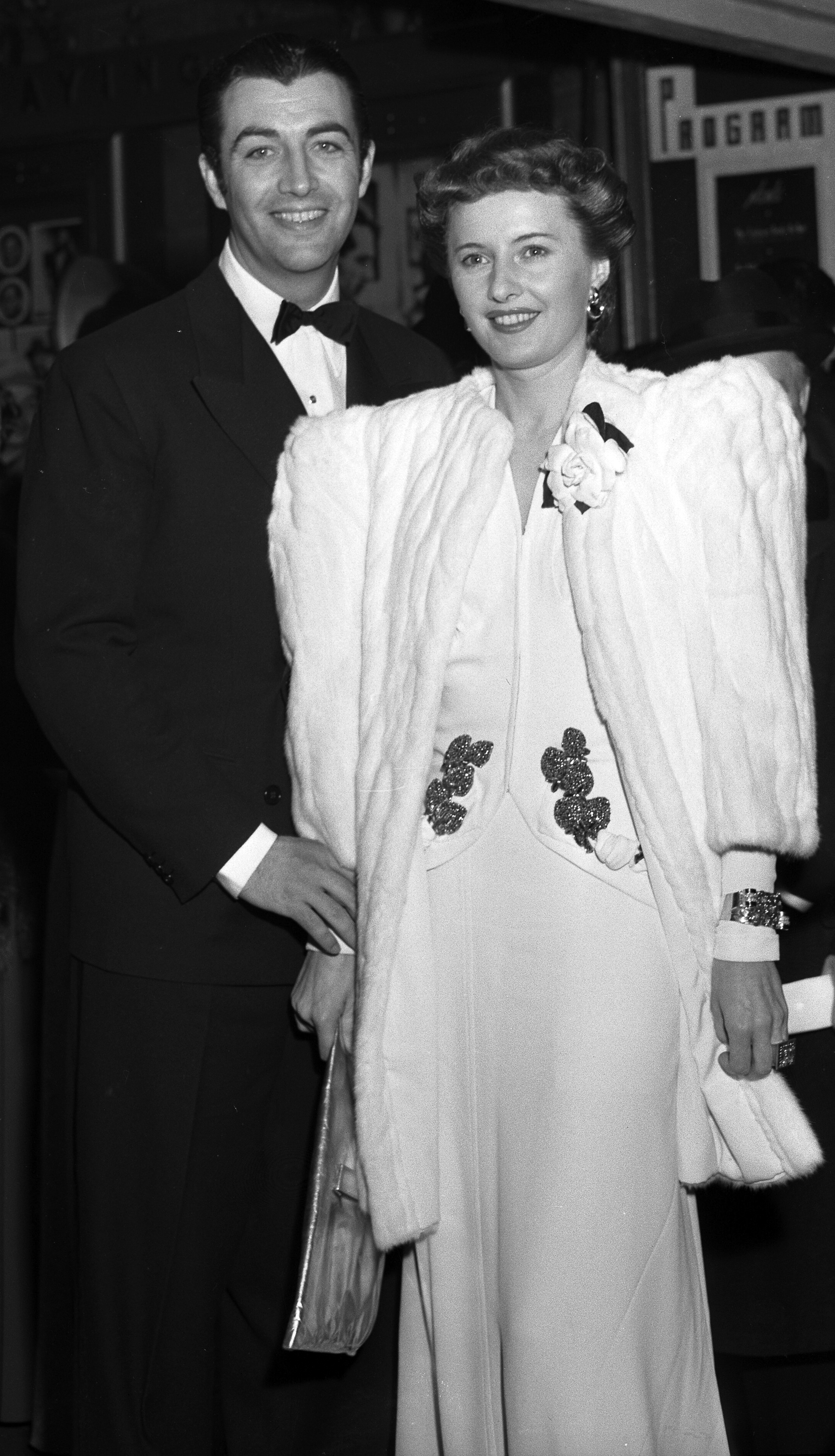
Barbara Stanwycková se svým manželem Robertem Taylorem v roce 1941

„Byla předurčena k tomu, aby ji milovali všichni režiséři, herci, štáby i komparzisté. V hollywoodské soutěži popularity by rozhodně vyhrála první cenu.“
Během natáčení se také nebála riskovat a při natáčení filmů Cattle Queen of Montana (1954) i Čtyřicet pušek (1957) dokonce sama podstupovala i ty nejnáročnější a nejnebezpečnější kaskadérské kousky (včetně tažení koněm a plavání v ledové vodě). Později byla za své výkony jmenována čestným členem Hollywoodské kaskadérské síně slávy.

### Závěr kariéry a smrt
Během 50. let jí po spoustě westernů začala kariéra pomalu upadat, a proto se rozhodla soustředit se více na televizní produkci. V roce 1960 také hostila svůj dramatický seriál The Barbara Stanwyck Show, který však příliš úspěšný nebyl, ale i přesto jí vynesl cenu Emmy. Hostovala také v několika další seriálech jako například The Untouchables (1959), či The Big Valley (1965–1969), za který získala další Emmy a stala se z ní opět jedna z nejpopulárnějších hereček. Svou třetí Emmy získala v roce 1983 za účinkování v seriálu Ptáci v trní a zahrála si také v dalších seriálech jako Colbyové (1985) nebo Charlieho andílci (1976).
I v důchodu byla velmi aktivní a hodně věnovala se charitativní činnosti. V roce 1981 byla však ve svém domě v Beverly Hills přepadena. Lupič ji udeřil do hlavy baterkou a utekl s jejími klenoty v hodnotě 40 tisíc dolarů.
Barbara Stanwycková zemřela na srdeční selhání v roce 1990 ve věku 82 let. Její popel byl rozprášen z vrtulníku nad městem Lone Pine v Kalifornii, kde natočila několik ze svých westernů.

## Osobní život
V roce 1928 se během hraní ve hře The Noose zamilovala do ženatého herce Rexe Cherrymana, se kterým se také měla tajně setkat po jeho příjezdu do Paříže. Během ozdravné plavby však dostal sepsi a hned po příjezdu do Francie zemřel. Bylo mu pouhých 31 let.
Dne 26. srpna 1928 se poprvé vdala za svého kolegu ze hry Burlesque Franka Faye, se kterým se sblížila brzy po Cherrymanově smrti. Kvůli svému manželovi také konvertovala na katolictví. Kvůli špatně provedenému potratu v jejích 15 letech však byla údajně neplodná a jejím jediným dítětem se v roce 1932 stal adoptovaný syn Anthony Dion Fay. Její manželství s Fayem však nebylo příliš šťastné. Manžel ji údajně znásilňoval a také hodně pil. Rozvedli se 30. prosince 1935 a jejich syn byl přidělen do péče Barbary.
O rok později se při natáčení filmu His Brother's Wife (1936) romanticky zapletla se svým dalším kolegou a filmovým partnerem  Robertem Taylorem, kterého také zaučovala a pomáhala mu vést jeho kariéru. Brzy spolu začali žít a i přes zkušenosti z prvního manželství se za něj rozhodla provdat. Svatba s podporou studia Metro-Goldwyn-Mayer se uskutečnila roku 1939. Její druhé manželství bylo přeci jen šťastnější, ale v roce 1950 se kvůli Taylorově záměru žít daleko od zábavního průmyslu vzájemně dohodli, že se rozvedou. Kolem rozvodu však také kolovaly zvěsti o nevěře z obou stran. S Taylorem zůstali přáteli i nadále a Barbara se už nikdy nevdala. Kvůli Taylorově smrti v roce 1969 také na dlouhou dobu přerušila svou kariéru.
Po celý život byla konzervativní republikánka a během prezidentské kampaně aktivně podporovala Franklina D. Roosevelta i Thomase E. Deweyho. Po druhé světové válce se postavila se proti komunistickému i fašistickému vlivu v Hollywoodu a veřejně podporovala vyšetřování sněmovního výboru pro neamerickou činnost.

## Filmografie (výběr)

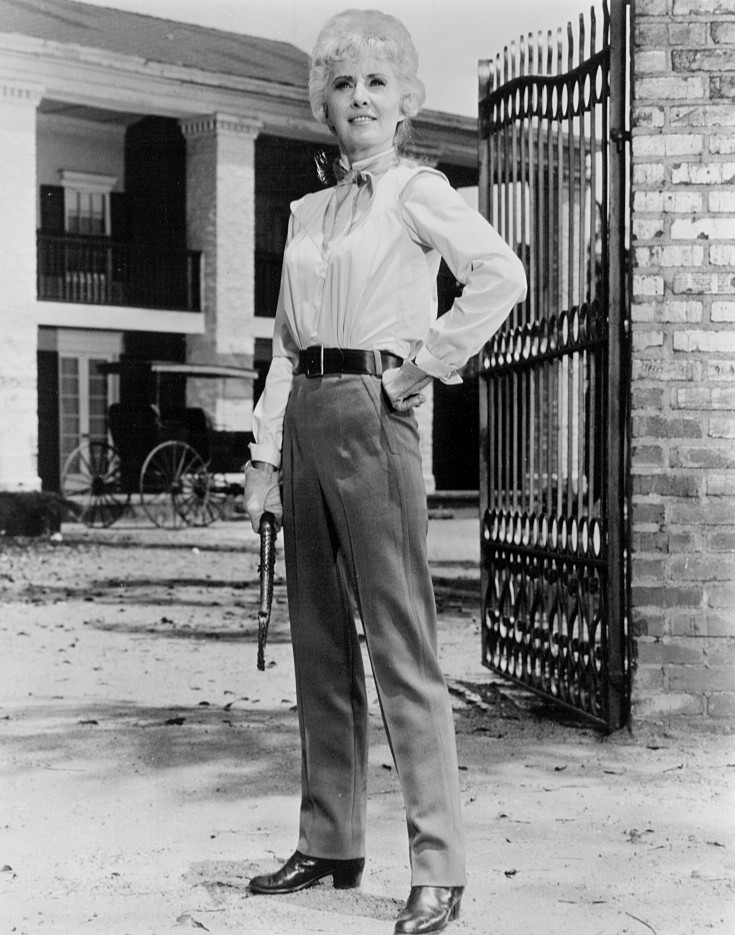
Barbara Stanwycková v seriálu The Big Valley (1965)

- 1929 Mexicali Rose (režie Erle C. Kenton)
- 1930 Román modelky (režie Frank Capra)
- 1931 The Miracle Woman (režie Frank Capra)
- 1931 Night Nurse (režie William A. Wellman)
- 1932 Forbidden (režie Frank Capra)
- 1932 So Big! (režie William A. Wellman)
- 1933 Baby Face (režie Alfred E. Green)
- 1934 Gambling Lady (režie Archie Mayo)
- 1935 Annie Oakley (režie George Stevens)
- 1936 The Plough and the Stars (režie John Ford)
- 1937 Stella Dallas (režie King Vidor)
- 1938 Ztřeštěná (režie Leigh Jason)
- 1939 Union Pacific (režie Cecil B. DeMille)
- 1939 Golden Boy (režie Rouben Mamoulian)
- 1940 Remember the Night (režie Mitchell Leisen)
- 1941 The Lady Eve (režie Preston Sturges)
- 1941 To je John Doe (režie Frank Capra)
- 1941 You Belong to Me (režie Wesley Ruggles)
- 1941 The Great Man's Lady(režie William A. Wellman)
- 1941 Gangsterská nevěsta (režie Howard Hawks)
- 1942 The Gay Sisters (režie Irving Rapper)
- 1944 Pojistka smrti (režie Billy Wilder)
- 1945 Christmas in Connecticut (režie Peter Godfrey)
- 1946 My Reputation (režie Curtis Bernhardt)
- 1946 The Bride Wore Boots (režie Irving Pichel)
- 1946 Podivná láska Marty Iversové (režie Lewis Milestone)
- 1947 Dvě paní Carrollové (režie Peter Godfrey)
- 1948 Promiňte, omyl (režie Anatole Litvak)
- 1949 East Side, West Side (režie Mervyn LeRoy)
- 1950 The Furies (režie Anthony Mann)
- 1950 To Please a Lady (režie Clarence Brown)
- 1952 V osidlech noci (režie Fritz Lang)
- 1953 Jeopardy (režie John Sturges)
- 1953 All I Desire (režie Douglas Sirk)
- 1954 Executive Suite (režie Robert Wise)
- 1955 Násilní muži (režie Rudolph Maté)
- 1956 There's Always Tomorrow (režie Douglas Sirk)
- 1956 The Maverick Queen (režie Joseph Kane)
- 1957 Čtyřicet pušek (režie Samuel Fuller)
- 1964 The Night Walker (režie William Castle)
- 1964 Elvis Presley: Roustabout (režie John Rich)

## Ocenění
Oscar
- nominace Nejlepší ženský herecký výkon – 1938 Stella Dallas
- nominace Nejlepší ženský herecký výkon – 1942 Ball of Fire
- nominace Nejlepší ženský herecký výkon – 1945 Pojistka smrti
- nominace Nejlepší ženský herecký výkon – 1949 Sorry, Wrong Number
- Čestná cena za "výjimečnou kreativitu a jedinečný přínos hereckému umění" – 1981

Zlatý glóbus
- nominace Nejlepší televizní hvězda – Žena (Best TV star – Female) – 1966 The Big Valley
- nominace Nejlepší televizní hvězda – Žena (Best TV star – Female) – 1967 The Big Valley
- nominace Nejlepší televizní hvězda – Žena (Best TV star – Female) – 1968 The Big Valley
- Nejlepší ženský herecký výkon ve vedlejší roli v seriálu, minisérii nebo TV filmu – 1983 Ptáci v trní
- Cena Cecila B. DeMilla – 1986

Ceny Emmy
- Nejlepší ženský herecký výkon v seriálu – 1961 The Barbara Stanwyck Show
- Nejlepší ženský herecký výkon ve hlavní roli v dramatickém seriálu – 1966 The Big Valley
- nominace Nejlepší ženský herecký výkon ve hlavní roli v dramatickém seriálu – 1967 The Big Valley
- nominace Nejlepší ženský herecký výkon ve hlavní roli v dramatickém seriálu – 1968 The Big Valley
- Nejlepší ženský herecký výkon v hlavní roli v seriálu – 1983 Ptáci v trní